# Mártires de Marrakech
Berardo, Otón, Pedro, Acursio y Adyuto fueron frailes franciscanos, muertos como mártires en Marruecos el 16 de enero de 1220. Considerados como protomártires franciscanos, son venerados como santos por la Iglesia católica. También son conocidos como Mártires de Marrakech.

## Biografía
Berardo da Calvi era subdiácono, Ottone da Stroncone y Pietro da Sangemini, sacerdotes, y Accursio da Aguzzo y Adiuto da Narni, hermanos legos. Provenían de diferentes lugares de Italia y estuvieron entre los primeros miembros del Orden de Frailes Menores. Fueron los primeros franciscanos enviados como misioneros por San Francisco de Asís en tierras de sarracenos. 
Primero fueron a Sevilla (entonces reino musulmán), donde empezaron a predicar. Fueron detenidos y conducidos ante el Miramamolín, que los envió a Marruecos con la orden de no predicar. No hicieron caso y continuaron predicando, siendo encarcelados nuevamente. Torturados y, ante la negativa a dejar de predicar, fueron decapitados en Marrakesh el 16 de enero de 1220.

## Veneración
Francisco de Asís, al saber del hecho, dijo "Ahora puedo decir con seguridad que tengo cinco frailes menores". Los cuerpos fueron llevados al monasterio de la Santa Cruz de Coímbra (Portugal), y en 2010 fueron llevados al santuario de Sant'Antonio da Padova de Terni. 
Fueron canonizados el 7 de agosto de 1481 por Sixto IV, también franciscano, con la bula Cum alias.

## Bibliógrafa
- Esperia Urbani, Protomartiri Francescani, Velar - Elledici, Gorle 2009.
- Giuseppe Cassio, Oltre Assisi. Con Francesco nella Terra dei Protomartiri attraverso l'Umbria Ternana, Velar - Elledici, Gorle 2010.

- Datos: Q12816974